# Distretto di Xunyang
Il distretto di Xunyang (浔阳区S, Xúnyáng QūP) è un distretto della Cina, situato nella provincia di Jiangxi e amministrato dalla prefettura di Jiujiang.